# Verbandsgemeinde Manderscheid

Lage der ehemaligen Verbandsgemeinde im Landkreis Bernkastel-Wittlich

Die Verbandsgemeinde Manderscheid war eine Gebietskörperschaft im Landkreis Bernkastel-Wittlich in Rheinland-Pfalz. Der Verbandsgemeinde gehörten die Stadt Manderscheid sowie 20 weitere Ortsgemeinden an, der Verwaltungssitz war in der namensgebenden Stadt Manderscheid.
Die Verbandsgemeinde Manderscheid wurde am 1. Juli 2014 im Rahmen einer sogenannten Zwangsfusion in die Verbandsgemeinde Wittlich-Land eingegliedert.

## Verbandsangehörige Gemeinden
| Ortsgemeinde, Stadt           | Fläche (km²) | Einwohner |
| ----------------------------- | ------------ | --------- |
| Bettenfeld                    | 17,27        | 682       |
| Dierfeld                      | 1,54         | 12        |
| Eckfeld                       | 12,75        | 362       |
| Eisenschmitt                  | 10,84        | 327       |
| Gipperath                     | 4,87         | 256       |
| Greimerath                    | 3,75         | 247       |
| Großlittgen                   | 13,20        | 953       |
| Hasborn                       | 6,18         | 571       |
| Karl                          | 10,38        | 189       |
| Laufeld                       | 6,10         | 521       |
| Manderscheid, Stadt           | 10,06        | 1.330     |
| Meerfeld                      | 13,22        | 346       |
| Musweiler                     | 3,05         | 57        |
| Niederöfflingen               | 8,17         | 443       |
| Niederscheidweiler            | 7,83         | 241       |
| Oberöfflingen                 | 7,44         | 265       |
| Oberscheidweiler              | 4,50         | 177       |
| Pantenburg                    | 4,98         | 235       |
| Schladt                       | 4,96         | 117       |
| Schwarzenborn                 | 5,13         | 58        |
| Wallscheid                    | 5,95         | 345       |
| Verbandsgemeinde Manderscheid | 162,18       | 7.734     |

(Einwohner am 31. Dezember 2012)

## Bevölkerungsentwicklung
Die Entwicklung der Einwohnerzahl bezogen auf das Gebiet der Verbandsgemeinde Manderscheid zum Zeitpunkt ihrer Auflösung; die Werte von 1871 bis 1987 beruhen auf Volkszählungen:
| Jahr | Einwohner |
| 1815 | 4.441     |
| 1835 | 6.033     |
| 1871 | 6.139     |
| 1905 | 6.586     |
| 1939 | 7.291     |
| 1950 | 7.896     |

| Jahr | Einwohner |
| 1961 | 7.557     |
| 1970 | 7.986     |
| 1987 | 7.463     |
| 1997 | 7.823     |
| 2005 | 7.917     |
| 2010 | 7.544     |

## Verbandsgemeinderat
Der Verbandsgemeinderat Manderscheid bestand aus 24 ehrenamtlichen Ratsmitgliedern, die bei der Kommunalwahl am 7. Juni 2009 in einer personalisierten Verhältniswahl gewählt wurden, und dem hauptamtlichen Bürgermeister als Vorsitzendem.
Die Sitzverteilung im Verbandsgemeinderat:
| Wahl | SPD | CDU | FDP | Grüne | WG | Gesamt   |
| ---- | --- | --- | --- | ----- | -- | -------- |
| 2009 | 3   | 11  | 2   | 2     | 6  | 24 Sitze |
| 2004 | 3   | 13  | 1   | 2     | 5  | 24 Sitze |

- WG = Summe Wählergruppen